# Solanecio goetzei
Solanecio goetzei là một loài thực vật có hoa trong họ Cúc. Loài này được (O.Hoffm.) C.Jeffrey miêu tả khoa học đầu tiên năm 1986.